# Teresa Costa Macedo
Maria Teresa Paulo Sampaio da Costa Macedo (Arcos, Anadia, 19 de janeiro de 1943 — Lisboa, 15 de maio de 2025) foi uma professora universitária e política portuguesa. Filha do pintor Fausto Sampaio, um dos grandes pintores naturalistas portugueses, casada com Carlos da Costa Macedo, era mãe de 4 filhos e avó de 5 netos. Presidente da CNAF, Confederação Nacional das Associações de Família, foi uma das primeiras promotoras de uma política de Família em Portugal. Com elevadas responsabilidades de âmbito internacional, foi, entre muitos outros cargos, Secretária de Estado da Família dos VI, VII e VIII Governos Constitucionais  e foi Consultora Pontifícia para Assuntos da Família (Vaticano) desde Sua Santidade João Paulo II.

## Biografia

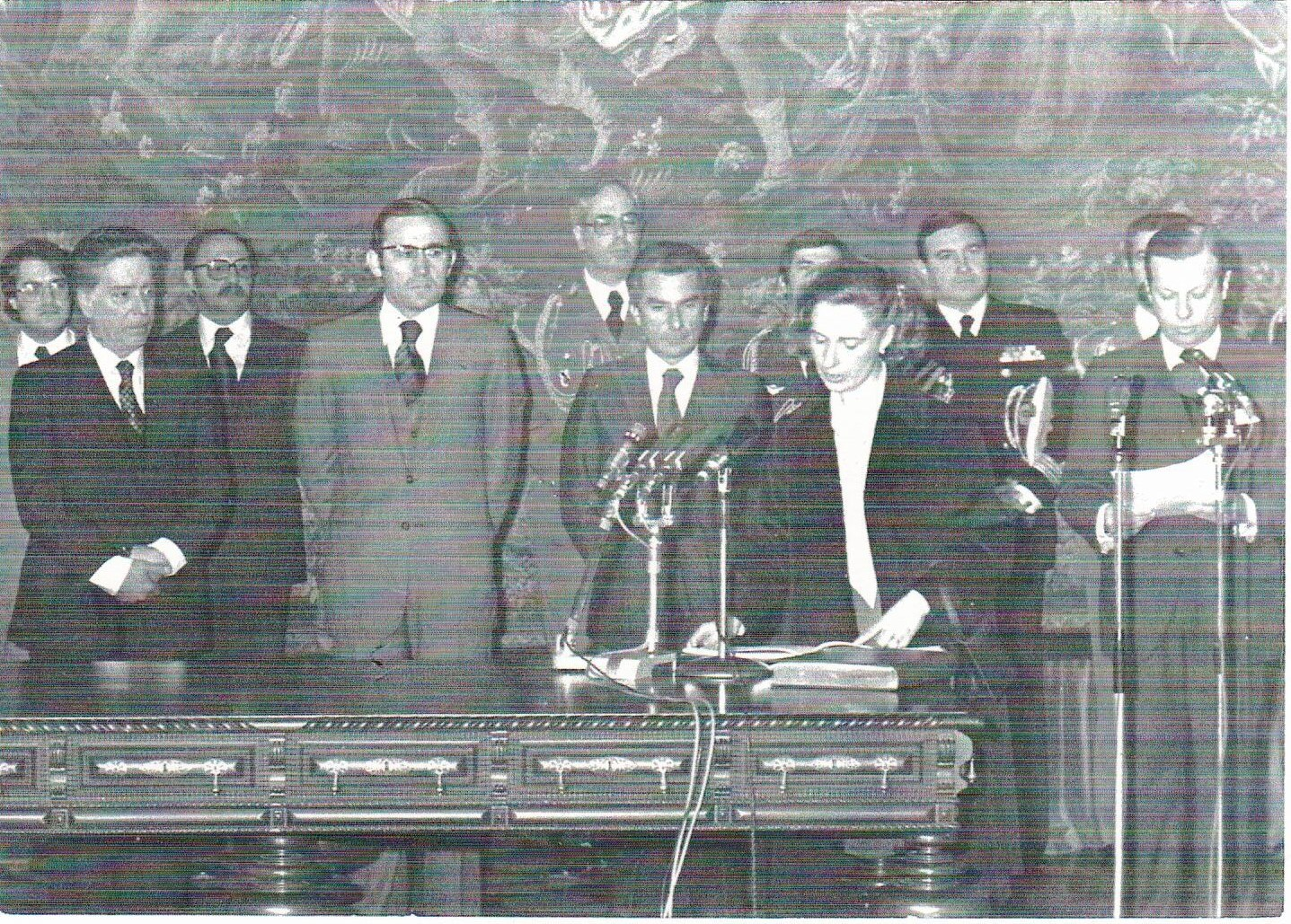
Tomada de posse do VI Governo Constitucional

Eleita, em 1985, na Índia (candidatura internacional apresentada pelo governo português em 1984), Presidente da UIOF - União Internacional dos Organismos Familiares, com sede em Paris durante 12 anos (3 mandatos), organismo com Estatuto Primeiro junto das Nações Unidas, que filia mais de 150 países representando todas as regiões do mundo, seus Governos e Organizações não Governamentais, tendo sido representante nas diversas instâncias regionais, designadamente, Conselho da Europa, Liga dos Estados Árabes, União dos Estados Africanos, ESCAP (Comissão da ONU Económica e Social para a Ásia e Pacífico) e Organização dos Estados Americanos. Foi membro do ECOSOC, da FAO e da UNESCO. Quando terminou os mandatos foi eleita Presidente de Honra.
A vida pública iniciou-a no gabinete do então Ministro da Educação Veiga Simão, integrada na equipa que procurava uma nova política para a juventude. Data dessa altura a primeira legislação de apoio ao associativismo juvenil.
Nomeada para o Conselho Superior de Acção Social, onde chegou a Vogal, começou a participar em 1976/77 em missões internacionais de Associativismo Familiar (nomeadamente em França) de que veio a resultar em Portugal, em 1977, a fundação da CNAF. Foi com a sua liderança que a CNAF se tornou Parceiro Social e se integrou nas mais importantes estruturas internacionais, nomeadamente nas da então Comunidades Europeia.
Em 1979 é nomeada Secretária de Estado da Família (Governos de Sá Carneiro e Pinto Balsemão, VI, VII e VIII Governos) sendo dessa época a publicação da Lei-Quadro da Família, do Estatuto Social dos Pais e a criação da Direcção-Geral de Família (primeira estrutura orgânica para o sector).
Foi eleita, em três Legislaturas, Deputada à Assembleia da República pelo CDS-PP (tendo cumprido o seu mandato como membro do Governo); foi igualmente Presidente da Comissão Interministerial da Família nos VI, VII e VIII Governos Constitucionais; Vice-Presidente da União Europeia Feminina; e Membro do Comité Económico e Social da União Europeia;
Em setembro de 1980, no âmbito do 1º Sínodo da Família, é o único membro do governo do mundo a ser convidada para nele participar seguindo-se o convite para colaborar com o Comité para a Família (actual Conselho Pontifício para a Família). Tendo sido confirmada por Sua Santidade Bento XVI e Sua Santidade Francisco, é o único membro leigo português nos Dicastérios do Vaticano.
Foi também Co-Presidente da Comissão Internacional para as celebrações do Ano Internacional da Família, criada pelas Nações Unidas em 1994, tendo-lhe sido atribuído o título de “Patron” pela ONU;
Foi Membro da Comissão da Família e da Comissão para os Assuntos da América Latina da União Democrática Europeia; Membro do Comité Ibero – Americano para a Família (integrando todos os países da América Central e Latina), em ligação com a UNESCO e a OEA; e Presidente do Júri UNESCO/AMADE no 24º, 25º e 26º Festivais Internacionais de Televisão do Mónaco; foi ainda Presidente do Conselho Consultivo da Escola de Pais Nacional; Membro da Sociedade Portuguesa de Ciências Humanas e Sociais e Presidente da Comissão Internacional para as celebrações do Ano Internacional da Família – 2004;
Foi, ainda, Presidente da "Mission Europa", com sede em Genebra; Vice-Presidente do Conselho das Associações da Europa, com sede em Bruxelas; e Vice-Presidente do Observatório Mundial da Vida Associativa, com sede em Genebra;
Mercê da vasta experiência na área do associativismo e promoção da Família, foi Presidente do Conselho Executivo do Centro Internacional de Projetos - CIP-UIOF, "Parceria para o Desenvolvimento e Ação Familiar", com sede em Lisboa, Paris e New York, é Vice-Presidente da Confederação das Mulheres Mediterrânicas - COFEMED, com sede em Paris; Presidente da União Internacional dos Organismos Familiares Lusófonos - UIOFL, com sede em Lisboa e Luanda; Presidente do Centro Lusófono de Projectos e Directora do Bureau da Confederação das Organizações Familiares junto da União Europeia - COFACE, com sede em Bruxelas;
Foi representante do Comité Económico e Social da União Europeia (CESE) junto do Conselho Económico e Social (CESC) da República Popular da China, integrando diversas delegações europeias, e desde 1989, desenvolveu relações institucionais com os departamentos governamentais chineses ligados às Acções Sociais e da Educação e, especialmente, com a Comissão Nacional População e Planeamento Familiar (NPFPC). Liderou vários projectos de colaboração nas áreas da Família e Assuntos Sociais com a Região Autónoma Especial de Macau (RAEM) com relevância para os protocolos de cooperação com o Instituto de Acção Social (IAS) - no âmbito das políticas sociais em vigor desde julho de 2007 - e com a Fundação Macau no quadro da concretização Projecto Observatório Sociedade e Família.
Referência ainda para os cargos de Presidente do Instituto Fontes Pereira de Melo - IFPM; Presidente do Instituto de Estudos de Acção Familiar – IEAF; Presidente do Centro de Investigação e Formação da Família - CIF/CNAF; Presidente da "Formar 2000" / Escola Profissional de Comunicação e Imagem, tendo sido largos anos Presidente da Assembleia-Geral da Liga dos Amigos de Timor; Vice-Presidente do Instituto Luso-Árabe para a Cooperação; Vice-Presidente do Circulo de Amizade Portugal – Marrocos; Vice-Presidente da CIVITAS; Presidente da Amade-Portugal e membro do Conselho de Administração da "Association Mondiale des Amis de l'enfance" AMADE, com sede no Mónaco; e Presidente da Comissão Instaladora da União Internacional das Mulheres Lusófonas – UNIMUL; É past-Presidente do Rotary Club de Lisboa;
Integrou as seguintes entidades: Membro da Sociedade de Geografia de Lisboa; Membro do Conselho Geral do Movimento Mundial das Mães, com sede em Paris; Membro do Comité Económico e Social Europeu; Membro do Conselho Económico e Social; Membro do Conselho de Opinião da RTP; Membro do Conselho Nacional do Consumo; Membro do Conselho Nacional para a Droga e a Toxicodependência e Membro do Conselho Português para os Refugiados;
Licenciada em Filosofia pela Universidade Clássica de Lisboa além de vários cursos de especialização e extensão cultural nas áreas da Psicologia e Sociologia da Família.
Em fevereiro de 2011, foi condenada pelos Juízos Criminais de Lisboa a 300 mais 150 dias de multa, no valor total de 6 750 euros, e ao pagamento de uma indemnização de 10 mil euros à jornalista Felícia Cabrita, por dois crimes de falsidade de testemunho e um de difamação. O processo contra Teresa Costa Macedo foi movido por Felícia Cabrita por Teresa Costa Macedo ter afirmado em tribunal, enquanto testemunha do processo Casa Pia, que nunca tinha entregado um documento manuscrito a Felícia Cabrita, com uma lista de nomes de vários envolvidos no caso, como o apresentador Carlos Cruz e vários diplomatas. Teresa Costa Macedo negou sempre que o documento fosse da sua autoria, mas as perícias confirmaram que a caligrafia era de Teresa Costa Macedo. Em dezembro de 2011, a sentença dos Juízos Criminais de Lisboa foi confirmada na íntegra pelo Tribunal da Relação de Lisboa, ficando Teresa Costa Macedo condenada pelos referidos crimes e impossibilitada de recorrer novamente da sentença.
Morreu a 15 de maio de 2025, no Hospital de Santa Maria, em Lisboa, onde estava internada devido a uma infeção pulmonar.

### Percurso Académico
A nível académico foi Professora de Cultura Portuguesa e de Literatura Brasileira na Universidade Livre e depois na Universidade Autónoma de Lisboa e Professora de Sociologia da Família na Universidade Lusófona de Humanidades e Tecnologias tendo sido Directora do Centro de Estudos da Família da Universidade Lusófona; Neste âmbito foi fundadora e impulsionadora dos vários organismos e movimentos de que vieram a resultar, nomeadamente a COFAC, Cooperativa de Formação e Animação Cultural, o Instituto de Humanidades e Tecnologias (Universidade Lusófona), ISMAG, Instituto Superior de Matemática e Gestão, o ISHT, a Escola Superior de Educação Almeida Garrett, bem como, ao nível do Ensino Profissional a EPCI, Escola Profissional de Comunicação e Imagem, etc.

### Cargos e Projectos Internacionais
Foi especialista convidada de várias Conferências Mundiais sobre Família/Comunidade e Direitos do Homem, Seminários Internacionais, organizados no âmbito das Nações Unidas, Unicef, Unesco, OMS, NATO, Liga dos Estados Árabes e Organização de Unidade Africana relativos às políticas de desenvolvimento cultural e social e políticas de defesa; é ainda Auditora e Conferencista do Instituto de Defesa Nacional;
Tem vários trabalhos publicados respeitantes aos problemas de Desenvolvimento Integrado e Promoção Social; foi Directora de um projecto da OCDE sobre a "Função educativa da Família" em colaboração com o Japão e Finlândia e é autora de um projecto de investigação sobre a "Família e Situação em Portugal";
Assumiu a Presidência de Conferências no âmbito mundial realizadas em vários países da Europa, África, Ásia, Países Árabes e América Latina, respeitantes aos problemas culturais do Mundo de hoje e ao seu impacto no desenvolvimento social e familiar dos povos e das nações, e foi igualmente Directora do Departamento de Ciências Sociais da Universidade de Verão de Arzila/Marrocos.
Participou e dirigiu várias missões internacionais de carácter humanitário e diplomático no quadro do apoio às populações e países vítimas da guerra e em situações de emergência.

## Condecorações e Títulos Honoríficos
- Portugal: Grande-Oficial da Ordem do Mérito (10 de junho de 1992); Grã-Cruz da Ordem do Infante D. Henrique (11 de março de 2000);[10]
- França: Medalha de Ouro da Cidade de Paris; Medalha de Ouro da Cidade de Saint Germain;
- Luxemburgo: Medalha de Mérito ao Serviço da Família do Luxemburgo;
- Grécia: Medalha de Ouro da Cidade de Atenas;
- Marrocos: Comendadora da Ordem de Mérito Alaouita;
- Tunísia: Medalha de Ouro da Tunísia;

- Dama da Ordem Equestre do Santo Sepulcro de Jerusalém;
- Dama da Grã-Cruz da Ordem da Estrela da Etiópia do Conselho da Coroa da Etiópia;
- Dama da Grã-Cruz da Real Ordem do Leão de S.M. Nous Kigely V, Rei do Ruanda;
- Dama da Ordem dos SS Maurício e Lázaro - Ordem dinástica da Casa Real de Saboia
- Dama Honorária da Ordem de São Miguel da Ala.

### Prémios
- Mulher do Ano do Brasil – 1982;
- Medalha de Mérito "Paul Harris Fellow" – The Rotary Foundation of Rotary International;
- Prémio da Paz "Women Peace Award", da Fundação "Together For Peace", Estados Unidos da América.

### Títulos
- "Mensageiro da Paz" atribuído pela Assembleia Geral das Nações Unidas à UIOF e à sua Presidente nas celebrações do Ano Internacional da Paz-1987;
- "IYF Patron" atribuído pela Nações Unidas no encerramento do Ano Internacional da Família-1994;
- "Membro Honorário" da MENTOR FOUNDATION, instituição presidida por S.M. a Rainha da Suécia, atribuído em 2004.

## Ligações Externas
- Website da Confederação Nacional das Associações de Família
- Website do Instituto Fontes Pereira de Melo